# Маллис
Маллис (нем. Malliß) — община в Германии, в земле Мекленбург-Передняя Померания.
Входит в состав района Людвигслуст. Подчиняется управлению Дёмиц-Маллис.  Население составляет 1307 человек (на 31 декабря 2010 года). Занимает площадь 25,17 км².
Коммуна подразделяется на 5 сельских округов.